# Колпитівська сільська рада
Колпитівська сільська рада — орган місцевого самоврядування у Локачинському районі Волинської області з адміністративним центром у с. Колпитів.

## Населені пункти
Сільській раді підпорядковані населені пункти:
- с. Колпитів

## Населення
Згідно з переписом УРСР 1989 року чисельність наявного населення сільської ради становила 1171 особа, з яких 520 чоловіків та 651 жінка.
За переписом населення України 2001 року в сільській раді мешкало 611 осіб.

### Мова
Розподіл населення за рідною мовою за даними перепису 2001 року:
| Мова       | Відсоток |
| ---------- | -------- |
| українська | 99,18 %  |
| російська  | 0,49 %   |
| вірменська | 0,33 %   |

## Склад ради
Рада складається з 16 депутатів та голови.

## Керівний склад сільської ради
| ПІБ                         | Основні відомості                                                                                                | Дата обрання | Дата звільнення |
| --------------------------- | --- | ------------ | --------------- |
| Андрійчук Сергій Михайлович | Сільський голова, 1975 року народження, освіта, член Всеукраїнського об'єднання «Батьківщина»                    | 26.03.2006   | 31.10.2010      |
| Андрійчук Сергій Михайлович | Сільський голова, 1975 року народження, освіта середня спеціальна, член Всеукраїнського об'єднання «Батьківщина» | 31.10.2010   |                 |

Примітка: таблиця складена за даними джерела